# Carlo Cecere
Carlo Cecere  (Grottole, 7 november 1706 - Napels, 15 februari 1761) was een Italiaanse componist van opera's, concerten,  instrumentale duetten,  mandolineduetten en een concert voor mandoline. 

## Biografie
Over het leven van Cesare is verrassend weinig bekend, zeker gezien het feit dat hij leefde in de 18e eeuw. Wel is bekend dat Cecere werd geboren in Grottole en stierf in Napels, waar hij begraven ligt in de kapel van de Congregazione dei Musici di S. Maria la Nuova. Het is zelfs niet bekend welk instrument (en) hij bij voorkeur speelde. Volgens sommige bronnen was hij vooral een violist - hij was in elk geval een violist in het klooster van de Carmine in Napels - terwijl andere bronnen beweren dat hij de eerste plaats een fluitist was.

## Muziek
Cecere zette twee libretto's van  Pietro Trinchera op muziek, waaronder La Tavernola abentorosa. Trinchera, en niet Cecere werd na het schrijven van La Tavernola abentorosa scheef aangekeken, omdat La Tavernola abentorosa een satirische voorstelling moest voorstellen van het kloosterleven. De voorstelling werd beschouwd als een aanfluiting. Het was de eerste komische opera die speciaal geschreven was voor kloosterlingen. 

## Geselecteerde discografie
- Italiaanse fluitconcerten, uitgevoerd door Jean-Pierre Rampal (fluit) met I Solisti Veneti olv Claudio Scimone: Carlo Cecere - concert voor fluit in A majeur, samen met Eustachio Romano - concert voor fluit in G majeur; Giuseppe Matteo Alberti - concert voor fluit in F majeur "con sordini"; Giovanni Battista Sammartini - concert voor fluit in G majeur (Sony Classical SNYC 47228SK) opname uit 1991, beschikbaar vanaf  2007.
- Concerti Napoletani per Mandolino uitgevoerd Dorina Frati (mandoline) met de Symphonia Perusina: Carlo Cecere - concert voor mandoline, samen met Giuseppe Giuliano - sinfonia voor mandoline, strijkers en basso continuo in Bes majeur en concert voor mandoline in G majeur; Domenico Gaudioso - concert voor mandoline in G majeur; Giovanni Paisiello - concert voor mandoline in Es majeur. (Dynamic DYN 193), in 1999 opgenomen, beschikbaar in  2007.

- Biblioteca Nacional de España: XX1593769
- Bibliothèque nationale de France: cb14785504j (data)
- CiNii: DA10601583
- Gemeinsame Normdatei: 134095200
- International Standard Name Identifier: 0000 0000 8374 5673
- Library of Congress Control Number: n91060884
- MusicBrainz: f448ea26-0b48-456d-8e43-ca3712a4281f
- Nationale Bibliotheek van Israël: 987007259420105171
- Nederlandse Thesaurus van Auteursnamen: 095877045
- Réseau des bibliothèques de Suisse occidentale: 02-A018760772
- Istituto Centrale per il Catalogo Unico: MUSV014963
- SNAC: w61k0r6s
- Système universitaire de documentation: 167709402
- Virtual International Authority File: 39640724
- WorldCat: E39PBJhmFkFMxdB6DHVgk4V3cP